# Восток-1
Восток-1 (рос. Восток, укр. Схід), інші назви «Восток», «Восток-3КА № 3»  — космічний корабель серії «Восток», перший космічний апарат, що вивів людину на навколоземну орбіту.
На кораблі «Восток» 12 квітня 1961 року льотчик-космонавт СРСР Юрій Олексійович Гагарін зробив перший у світі політ у космічний простір. Корабель стартував з космодрому Байконур о 9 годині 7 хвилин київського часу (06:07:00 UTC). Корабель зробив один оберт навколо Землі та здійснив посадку о 10 годині 55 хвилин (07:55:00 UTC) поблизу села Сміловка Саратовської області.

## Опис корабля
Апарат складався з агрегатного відсіку у формі з'єднаних широкими основами конуса і зрізаного конуса. До меншої основи зрізаного конуса кріпився спускний апарат. Агрегатний відсік мав довжину 2,25 м, найбільший діаметр 2,43 м і масу 2,27 т.
Спускний апарат у формі кулі діаметром 2,3 м і масою 2,46 т із внутрішнім об'ємом 5,2 м³ був вкритий теплозахистом і мав систему життєзабезпечення. Всередині у кріслі-катапульті розміщувався космонавт, також у кабіні розташовувались телевізійні камери, радіоапаратура і наукові прилади.

## Політ
12 квітня 1961 року 0 6:07 UTC з космодрому Байконур ракетою-носієм «Восток» було запущено космічний апарат «Восток-1» типу Восток-3КА з першим у світі космонавтом Гагаріним Юрієм Олексійовичем
Перший політ відбувався в автоматичному режимі, при якому космонавт був лише пасажиром, однак у будь-який момент він міг увімкнути ручне управління. Радянські психологи не знали, як буде поводитись людина при тривалій дії невагомості, тому дотримувались думки, що космонавт може втратити над собою контроль і неодмінно захоче вести корабель вручну, тому цифровий код, що дозволяв відключити автоматику, лежав у спеціальному конверті. Вважалося, що коректно прочитати та ввести цей код космонавт зможе, лише будучи «в собі». Однак перед польотом космонавту все одно сказали цей код.
Розрахункові параметри орбіти мали бути: максимальна висота — 230 кілометрів, мінімальна — 180 кілометрів. Реальні параметри були: 327 кілометрів в апогеї та 181 кілометр — в перигеї. Сталося це тому, що в програму виведення другого ступеня був введено неточне польотне завдання.
Після одного оберту космічний корабель увімкнув гальмівний двигун, агрегатний відсік не відокремився від спускного апарата і залишався прикріпленим за допомогою чотирьох сталевих смуг, що спричинило неочікуване обертання апарата при проходженні крізь атмосферу. Після прогорання сталевих смуг спускний апарат відокремився від агрегатного відсіку, стабілізувався та успішно приземлився о 7:55 UTC на північний захід від села Сміловка. Під час зниження спускного апарата було катапультовано космонавта, після чого він самостійно приземлився.
Приземлився перший космонавт планети у незапланованому місці, переліт склав близько 600 кілометрів. Сідав Гагарін не на одному парашуті, як було передбачено, а на двох: запасний самовільно випав із ранця і потім розкрився під час спуску. До речі, сама посадка могла статися не на суходіл, а в річку Волга: лише скидання «недоторканного запасу» масою 30 кілограмів допомогло Гагаріну вийти на потрібну траєкторію.

## Параметри польоту
- Маса апарата — 4,73 т
- Довжина (без антен) — 4,4 м
- Максимальний діаметр — 2,43 м
- Нахил орбіти — 64,95°
- Період обертання — 89,34 хв
- Перигей — 181 км
- Апогей — 327 км

## Екіпаж
- Екіпаж корабля — Гагарін Юрій Олексійович
- Дублюючий екіпаж— Титов Герман Степанович
- Екіпаж підтримки — Нелюбов Григорій Григорович

## Наслідки польоту
СРСР до 1971 року не повідомляв про приземлення космонавта окремо на парашуті, оскільки в такому випадку політ не міг вважатись космічним за правилами Міжнародної авіаційної федерації.
Запуск «Востока-1» 12 квітня 1961 року підтвердив високий технічний і науковий рівень СРСР і прискорив розвиток космічної програми у США. Політ підтвердив можливість нормального перебування людини в космічному просторі. Юрій Олексійович Гагарін став одним із найвідоміших людей планети.